# 萊特肯尼
萊特肯尼（英語：Letterkenny）是愛爾蘭共和國的一座城市，位於多尼戈爾郡，是多尼戈爾郡人口最多的城市。萊特肯尼有人口19,588人，是愛爾蘭西北部的中心城市之一。

## 外部連結
- Letterkenny Online, Letterkenny's Online Information Centre
- Letterkenny Town Council （页面存档备份，存于）
- Letterkenny Chamber of Commerce and Industry （页面存档备份，存于）
- Map of Letterkenny （页面存档备份，存于）
- Letterkenny Community Centre